# Jacksonville (Floride)
Pour les articles homonymes, voir Jacksonville.
Jacksonville est la plus grande ville de l'État de Floride et du Sud-Est des États-Unis. Elle est située entre l'océan Atlantique et le fleuve Saint Johns, à environ 40 km au sud de la frontière de la Géorgie. Elle est le siège du comté de Duval. D'une superficie de 2 264,5 km2, Jacksonville compte 949 611 habitants en 2020. Les habitants s’appellent en anglais les Jacksonvillians. L'aire métropolitaine de Jacksonville totalise 1 605 848 habitants, ce qui en fait la 40e agglomération des États-Unis, la commune la plus peuplée de Floride et la onzième du pays, soit la quatrième agglomération de Floride
Jacksonville est la ville principale de la région de la First Coast, et joue le rôle de métropole économique pour le Sud-Est des États-Unis. De nombreuses entreprises ont leur siège social dans la ville. Les secteurs économiques les plus importants sont la finance, les télécommunications, les transports, le tourisme, les médias, l'aérospatial, les arts, l'informatique, la recherche médicale, l'éducation et les sports.
Elle a été fondée en 1791 sous le nom de Cowford parce qu'elle constituait un gué (ford) qui permettait au bétail de passer le cours d’eau. Importante voie de commerce et de transport, le fleuve Saint Johns a joué un rôle essentiel dans son histoire et son développement. En 1822, soit un an après la cession de la Floride aux États-Unis par l'Espagne, elle fut renommée en l'honneur d'Andrew Jackson qui fut gouverneur militaire du territoire de Floride puis président des États-Unis. Depuis 1968, lors de la fusion administrative de Jacksonville avec le comté de Duval, Jacksonville est devenue la première commune de Floride et la municipalité la plus étendue des 48 États continentaux des États-Unis.

## Géographie

### Situation et territoire

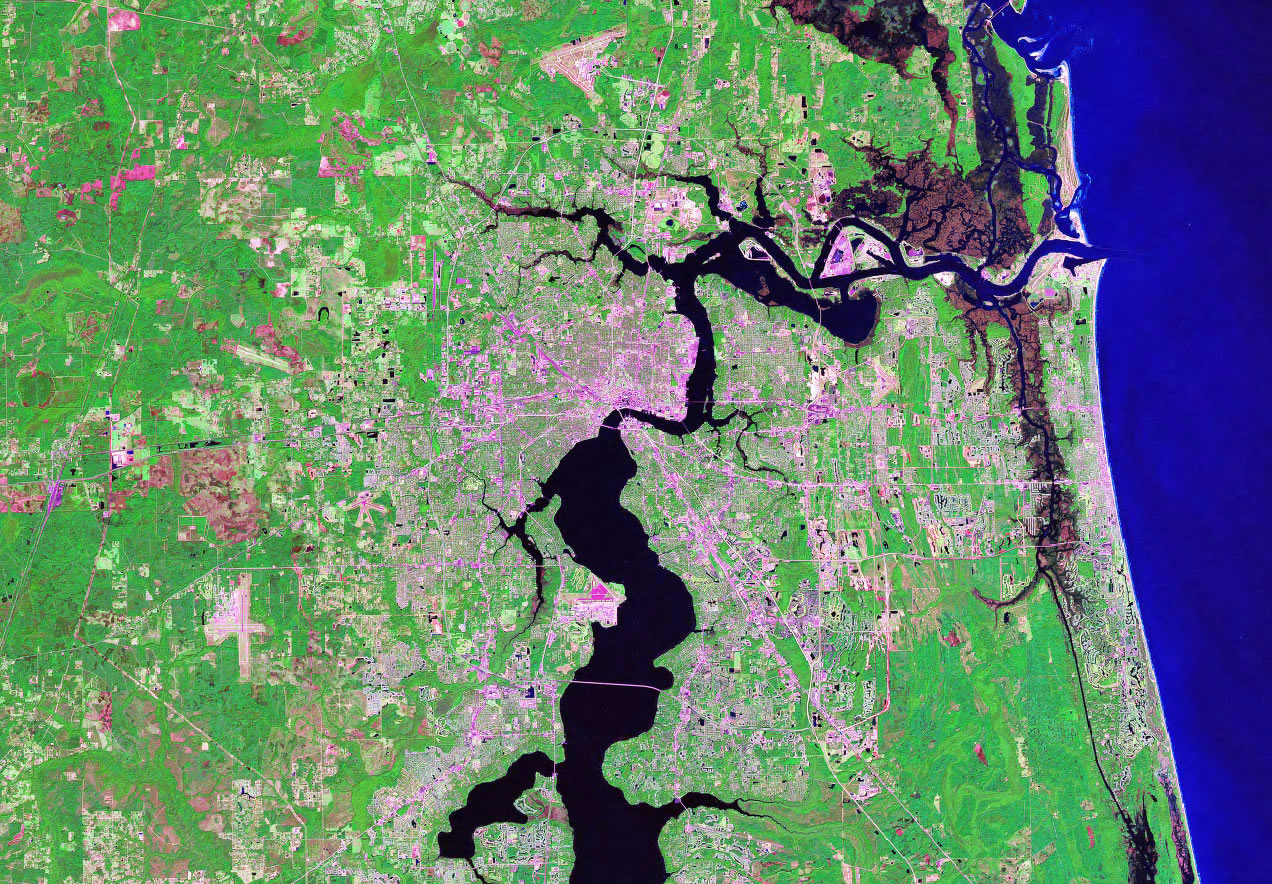
Jacksonville vu par le satellite Landsat.

Jacksonville est située à environ 40 km au sud de la frontière avec la Géorgie. C'est la ville principale de la région de la First Coast qui comprend le littoral nord-est de la Floride. Elle occupe les rives de la St. Johns River et la Trout River, l'un de ses affluents, est entièrement compris dans les limites de la commune. Selon le Bureau du recensement des États-Unis, sa superficie est de 2 264,5 km2, dont 13,3 % se trouve sous l'eau. Il s'agit de la municipalité la plus étendue des 48 États contigus depuis 1968, date à laquelle elle annexa presque l'intégralité du comté de Duval. Jacksonville encercle presque totalement la ville de Baldwin, restée indépendante. La ville est entourée par le comté de Nassau au nord, le comté de Baker à l'ouest, le comté de Clay et le comté de Saint Johns au sud. L'océan Atlantique se trouve à environ 25 km à l'est du centre-ville.
La ville est divisée en 5 sections et 6 districts de rabotage:
- Arlington (Greater Arlington)
- Northside (North, Northwest)
- Southside (Southeast)
- Westside (Northwest, Southwest)
- Vieille ville (Urban Core (Downtown)) : ce quartier abrite les plus hauts gratte-ciel de la ville : la Bank of America Tower (1990, 188 mètres) et la Modis Tower (1974, 163 mètres)

### Climat
La ville jouit d'un climat subtropical humide (Cfa dans la classification de Köppen), qui se caractérise par des hivers assez doux et des étés chauds. 43 °C est le record de température enregistré à Jacksonville, le 21 juillet 1942.
En été, les orages éclatent à cause de la chaleur combinée à une forte humidité de l'air. En hiver, la ville connaît en moyenne 15 nuits de gel par an. La température la plus froide jamais enregistrée est de −14 °C le 21 janvier 1985. La neige est très rare et fond rapidement : la couche de neige du 23 décembre 1989 constitue un événement météorologique exceptionnel dans l'histoire de la ville.
Dans le passé, Jacksonville n'a été frappée de manière directe par un ouragan qu’en 1871. En revanche, elle a subi plusieurs tempêtes dont l'ouragan Dora en 1964 de catégorie 2 sur l'échelle de Saffir-Simpson. L'ouragan Floyd causa des dégâts à Jackson Beach qui fut évacuée de manière préventive par le maire John Delaney. En 2004, la ville fut inondée à cause des ouragans Frances et Jeanne. La tempête tropicale Fay provoqua en 2008 une panne d’électricité qui dura quatre jours.
| Mois                              | jan. | fév. | mars | avril | mai  | juin  | jui.  | août  | sep.  | oct. | nov. | déc. | année   |
| --------------------------------- | ---- | ---- | ---- | ----- | ---- | ----- | ----- | ----- | ----- | ---- | ---- | ---- | ------- |
| Température minimale moyenne (°C) | 4,7  | 6,3  | 9,6  | 12,7  | 16,7 | 20,6  | 22,2  | 22,1  | 20,6  | 15,2 | 10,1 | 6,3  | 13,9    |
| Température maximale moyenne (°C) | 17,9 | 19,4 | 22,8 | 26,2  | 29,3 | 31,8  | 33    | 32,6  | 30,7  | 26,8 | 23,1 | 19,3 | 26      |
| Précipitations (mm)               | 84,1 | 99,8 | 93,5 | 70,4  | 90,2 | 144,5 | 142,2 | 201,4 | 179,1 | 73,7 | 55,6 | 69,1 | 1 303,6 |

### Voies de communication et transports

#### Transport aérien
L'aéroport international de Jacksonville se trouve au nord du centre-ville (à 21 km). Il est l'aéroport principal de la First Coast.

#### Transports en commun

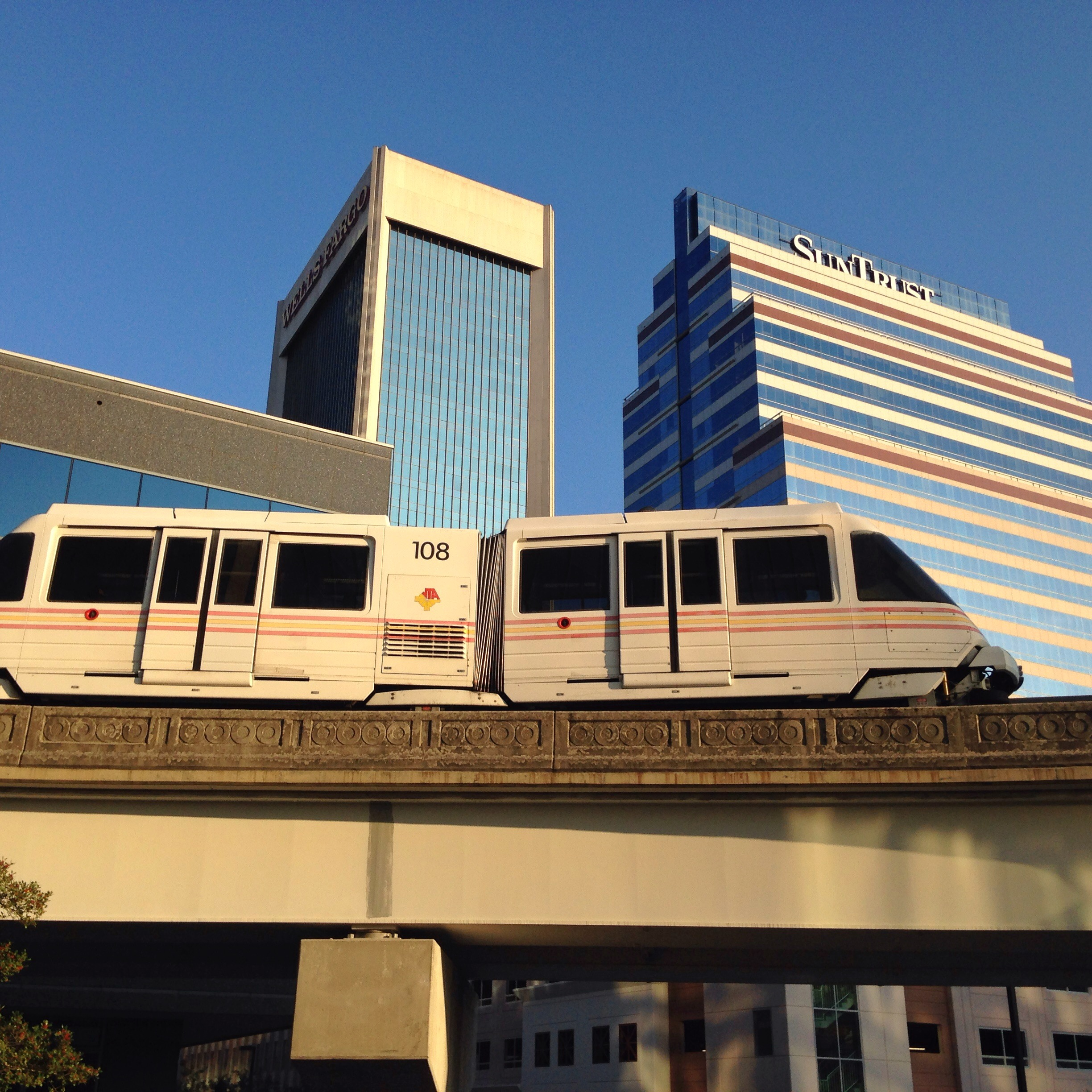
Le monorail de Jacksonville.

Le monorail de Jacksonville est un monorail situé dans le centre-ville.
Le Silver Service est une ligne de chemin de fer opérée par Amtrak, reliant New York à Miami en Floride, sur la côte est.

## Urbanisme

### Parcs et jardins
La municipalité de Jacksonville possède le système le plus étendu de jardins urbains des États-Unis : ces derniers mesurent au total 320 km2 et sont répartis dans toute la ville et le long de la côte. Parmi les plus intéressants, on trouve le Metropolitan Park, le Kids Kampus, le Jacksonville Arboretum and Gardens ou encore le Jesse Ball Dupont Park dans le centre-ville, où se trouve le Treaty Oak, un chêne multicentenaire.

## Histoire

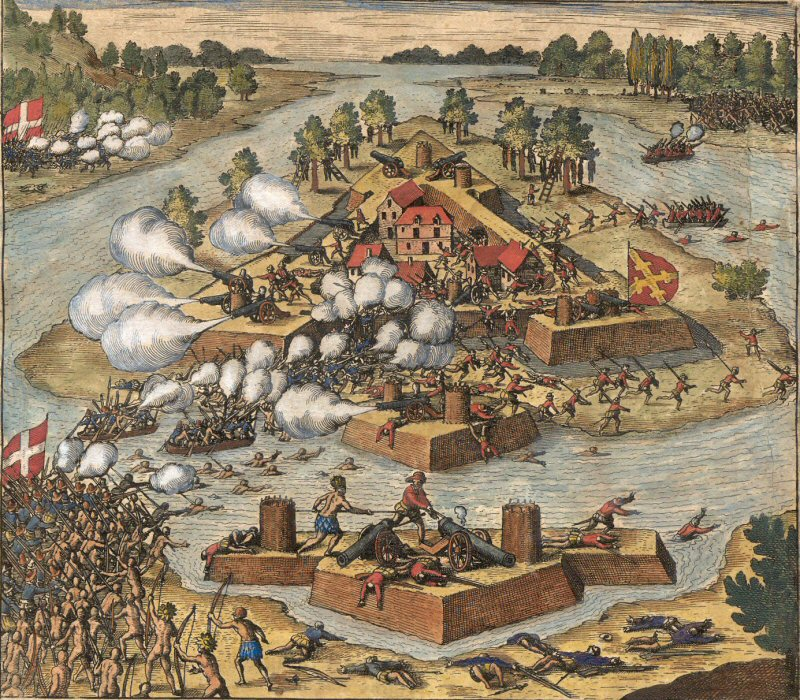
Peinture représentant le Fort Caroline, attaqué par les Espagnols, Jean Théodore de Bry (1617).

Les premières traces d’occupation humaine remontent à environ 6 000 ans : à cette époque le site d'Ossachite, nom choisi par les anthropologues, est peuplé par les Amérindiens Timucua et se trouve près du centre-ville de l'actuelle Jacksonville.
Le premier Européen qui explore la région est le Français Jean Ribault, un huguenot qui découvre le fleuve Saint Johns en 1562. René de Goulaine de Laudonnière établit deux ans plus tard le Fort Caroline ; celui-ci est attaqué par les Espagnols depuis St. Augustine le 20 septembre 1565. Presque tous les occupants sont massacrés et le fort est rebaptisé Fort San Mateo.
Après la guerre de Sept Ans, la Floride est cédée à la Grande-Bretagne en 1763 par l’Espagne, mais cette dernière en reprend le contrôle vingt ans plus tard. Le premier établissement colonial permanent est fondé en 1791 sous le nom de Cowford.
En juin 1822, soit un an après la cession de la Floride aux États-Unis par l'Espagne, elle fut renommée en l’honneur d’Andrew Jackson qui fut gouverneur militaire du Territoire de Floride puis président des États-Unis. Les colons américains s'installent dans la ville et Isaiah D. Hart rédige une charte municipale qui est approuvée par le conseil législatif de Floride le 9 février 1832.
Au cours de la guerre de Sécession, c'est de Jacksonville que part le bétail nécessaire à l'approvisionnement des États confédérés, dont fait partie la Floride. Son contrôle fut un enjeu pour les deux armées. Les Nordistes ont cherché à en faire le blocus. Jacksonville sort affaiblie du conflit.
La seconde moitié du XIXe siècle fut plus propice à la croissance de la ville. Des bateaux à vapeur acheminaient alors les agrumes produits par les plantations locales vers les marchés extérieurs. L'industrie du bois et des produits résineux étaient également en plein essor.
Pendant la Reconstruction et le Gilded Age, Jacksonville est une destination touristique pour les classes aisées en hiver. La construction du chemin de fer et les transports maritimes favorisent le développement de la ville. Mais les épidémies de fièvre jaune freinent cet essor à la fin du XIXe siècle. Le prolongement du chemin de fer vers le sud de la Floride fait naître de nouveaux centres touristiques qui concurrencent Jacksonville.
Le 3 mai 1901, un incendie (en) se déclare dans une usine proche du centre-ville, la Cleveland Fibre Factory, et détruit le cœur de la cité et de nombreux quartiers résidentiels. Près de 10 000 habitants se retrouvent sans abri. Après la catastrophe, la reconstruction est confiée à l'architecte new-yorkais Henry John Klutho.
Dans la première moitié du XXe siècle, Jacksonville devient un important centre financier avec le développement du secteur bancaire et des assurances : le quartier des affaires accueille de grandes sociétés comme Barnett Bank, Atlantic National Bank, Florida National Bank, Prudential Financial, Gulf Life, Afro-American Insurance, Independent Life et American Heritage Life, avec Laura Street agissant comme centre financier de la ville. La marine américaine installe dans les années 1940 trois bases navales dans la ville et crée de nouveaux emplois.
La Seconde Guerre mondiale donne un coup de fouet à l'industrie locale, notamment aux chantiers navals qui s'étaient installés le long du fleuve.
Après la Seconde Guerre mondiale, la croissance démographique et économique, la suburbanisation et le développement du tourisme en Floride changent le visage de Jacksonville. Le maire W. Haydon Burns décide d'édifier un nouvel hôtel de ville, un auditorium, une bibliothèque. Cependant, comme dans les autres métropoles américaines, la population blanche des classes moyennes et aisées quitte le centre pour s'installer en banlieue. Le centre-ville connaît alors de nombreux problèmes de pauvreté et d'insécurité. Les rentrées fiscales s'amenuisent, ce qui conduit la municipalité à réduire les dépenses en matière d’éducation et d’équipements publics. Dès 1958, une étude recommande l’annexion des communes voisines pour résoudre ces difficultés, mais le rattachement est rejeté à six reprises entre 1960 et 1965. Il est finalement accepté par le référendum de 1967, alors qu’une série de scandales de corruption avait affecté la municipalité. La Consolidated City of Jacksonville entre en vigueur le 1er octobre 1968 et facilite l’aménagement urbain. En 2000, le Better Jacksonville Plan est voté par la population : il prévoit la levée d'une nouvelle taxe sur les ventes destinée à financer de grands travaux, à soutenir la croissance économique et à préserver l'environnement.

## Administration

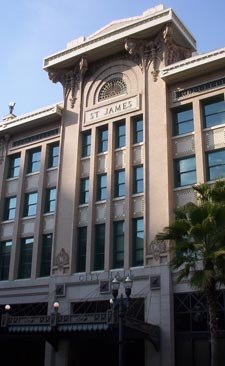
L'hôtel de ville.

### Liste des maires
| Portrait                                                         | Identité                                                 | Période          | Période          | Durée                    | Étiquette                         |
| Portrait                                                         | Identité                                                 | Début            | Fin              | Durée                    | Étiquette                         |
| ---------------------------------------------------------------- | -------------------------------------------------------- | ---------------- | ---------------- | ------------------------ | --------------------------------- |
| Pas de portrait sous licence libre disponible pour Hans Tanzler. | Hans Tanzler (en) (11 mars 1927 - 25 juillet 2013)       | 1967             | 1er janvier 1979 | 12 ans                   | Parti démocrate                   |
| Pas de portrait sous licence libre disponible pour Jake Godbold. | Jake Godbold (en) (14 mars 1934 - 23 janvier 2020)       | 1er janvier 1979 | 1er juillet 1987 | 8 ans et 6 mois          | Parti démocrate                   |
| Tommy Hazouri                                                    | Tommy Hazouri (en) (11 octobre 1944 - 11 septembre 2021) | 1er juillet 1987 | 1er juillet 1991 | 4 ans                    | Parti démocrate                   |
| Pas de portrait sous licence libre disponible pour Ed Austin.    | Ed Austin (en) (15 juillet 1926 - 23 avril 2011)         | 1er juillet 1991 | 1er juillet 1995 | 4 ans                    | Parti démocrate Parti républicain |
| John Delaney                                                     | John Delaney (en) (né le 29 juin 1956)                   | 1er juillet 1995 | 1er juillet 2003 | 8 ans                    | Parti républicain                 |
| John Peyton                                                      | John Peyton (en) (né le 28 juillet 1964)                 | 1er juillet 2003 | 1er juillet 2011 | 8 ans                    | Parti républicain                 |
| Alvin Brown                                                      | Alvin Brown (en) (né le 15 décembre 1961)                | 1er juillet 2011 | 1er juillet 2015 | 4 ans                    | Parti démocrate                   |
| Lenny Curry                                                      | Lenny Curry (en) (né le 19 juillet 1970)                 | 1er juillet 2015 | 1er juillet 2023 | 8 ans                    | Parti républicain                 |
| Donna Deegan                                                     | Donna Deegan (en) (née le 28 février 1961)               | 1er juillet 2023 | En cours         | 2 ans, 1 mois et 4 jours | Parti démocrate                   |

### Conseil municipal
| District               | Conseiller          | Parti       |
| ---------------------- | ------------------- | ----------- |
| 1                      | Clay Yarborough     | républicain |
| 2                      | William Bishop      | républicain |
| 3                      | Richard Clark       | républicain |
| 4                      | Don Redman          | républicain |
| 5                      | Lori N. Boyer       | républicain |
| 6                      | Matt Schellenberg   | républicain |
| 7                      | Johnny Gaffney      | démocrate   |
| 8                      | E. Denise Lee       | démocrate   |
| 9                      | Warren A. Jones     | démocrate   |
| 10                     | Reginald L. Brown   | démocrate   |
| 11                     | Ray Holt            | républicain |
| 12                     | Doyle Carter        | républicain |
| 13                     | Bill Gulliford      | républicain |
| 14                     | Jim Love            | républicain |
| Circonscription unique | Conseiller          | Parti       |
| groupe 1               | Kimberly Daniels    | démocrate   |
| groupe 2               | John R. Crescimbeni | démocrate   |
| groupe 3               | Stephen C. Joost    | républicain |
| groupe 4               | Greg Anderson       | républicain |
| groupe 5               | Robin Lumb          | républicain |

### Exécutif
| Fonction                        | Nom              | Parti       |
| ------------------------------- | ---------------- | ----------- |
| Maire                           | Lenny Curry      | républicain |
| Shérif                          | John Rutherford  | républicain |
| Évaluateur des propriétés       | James N. Overton | républicain |
| Percepteur de la taxe           | Michael Corrigan | républicain |
| Superviseur des élections       | Jerry Holland    | républicain |
| Greffier des tribunaux du comté | Jim Fuller       | républicain |
| Procureur de l'État             | Angela Corey     | républicain |
| Défenseur public                | Matthew Shirk    | républicain |

### Jumelages
- Bahia Blanca (Argentine) depuis 1967
- Mourmansk (Russie) depuis 1975
- Masan (Corée du Sud) depuis 1983
- Nantes (France) depuis 1985
- Yingkou (Chine) depuis 1990
- Port Elizabeth (Afrique du Sud) depuis 2000

## Population et société

### Démographie
En 2020, selon le Bureau du recensement des États-Unis, il y avait 949 611 habitants dans la ville de Jacksonville. La même année, il y avait 366 273 ménages et 190 614 familles. La densité de population était de 441,58 hab./km2. La composition ethnique de la ville était à 64,48 % blanche, 34,03 % afro-américaine, 0,34 % amérindienne, 2,78 % asiatique, 0,06 % des îles du Pacifique, 1,33 % d'autres origines et 1,99 % de métis. 4,16 % de la population est hispanique. Jacksonville possède la dixième communauté arabe du pays. 26,7 % de la population a moins de 18 ans, 9,7 % a entre 18 et 24 ans, 32,3 % de 25 à 41 ans, 21 % de 45 à 64 et 10,3 % 65 ans ou plus. L’âge moyen est de 34 ans.
Selon les données de 2000, les premières langues des habitants sont pour 90,6 % de la population l'anglais, pour 4,13 % l'espagnol et pour 1 % le tagalog.
| 1850  | 1860  | 1870  | 1880  | 1890   | 1900   |
| ----- | ----- | ----- | ----- | ------ | ------ |
| 1 045 | 2 118 | 6 912 | 7 650 | 17 201 | 28 429 |

| 1910   | 1920   | 1930    | 1940    | 1950    | 1960    |
| ------ | ------ | ------- | ------- | ------- | ------- |
| 57 699 | 91 558 | 129 549 | 173 065 | 204 275 | 201 030 |

| 1970    | 1980    | 1990    | 2000    | 2010    | 2020    |
| ------- | ------- | ------- | ------- | ------- | ------- |
| 528 865 | 540 920 | 635 230 | 735 503 | 821 784 | 949 611 |

### Enseignement

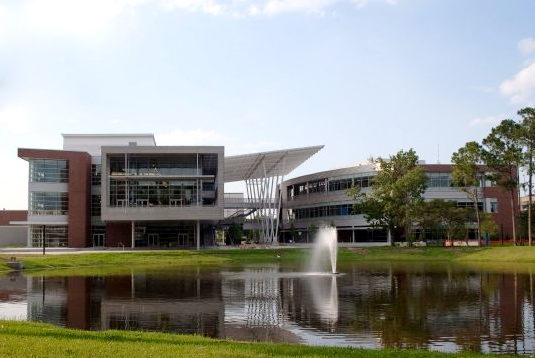
Université du Nord de la Floride.

Liste des universités et des collèges de la ville : 
- Edward Waters College
- Flagler College
- Florida Coastal School of Law
- Florida State College at Jacksonville
- Jones College
- Mayo Clinic Medical School
- St. Johns River State College
- University of Florida Health Science Center
- Université du Nord de la Floride
- Université de Jacksonville

### Manifestations culturelles
Le Jacksonville Jazz Festival est le deuxième festival du pays et se tient en avril. Springing the Blues est un festival de blues en plein air qui est également organisé en avril dans la banlieue de Jacksonville Beach. En novembre, Planetfest est un festival de musique sponsorisé par la radio Clear Channel.
La Spring Music Fest est une série de concerts gratuits offerts par la municipalité le week-end du Memorial Day. En mars se tiennent aussi le Blessing of the Fleet et le Great Atlantic Seafood and Music Festival. Le feu d’artifice de la fête nationale, le 4 juillet, est tiré dans le Metropolitan Park et sur la St. Johns River. Un autre a lieu sur la jetée de Jacksonville Beach.

### Sports
Jacksonville possède un stade de football américain, construit en 1995, pouvant contenir environ 82 000 personnes, le TIAA Bank Field, où évoluent les Jaguars de Jacksonville. Elle dispose également d'un petit stade de baseball pouvant contenir 11 000 personnes, le 121 Financial Park, où évoluent les Jumbo Shrimp de Jacksonville.
Ses universités peuvent accueillir également des évènements sportifs internationaux ; c'est le cas de l'université du Nord de la Floride qui accueille les 13 et 17 novembre 2018 le tournoi de rugby à XIII qualificatif des Amériques pour la coupe du monde 2021.
| Franchise                    | Sport                       | Ligue                | Stade (nombre de places)                | Fondation | Titres |
| ---------------------------- | --------------------------- | -------------------- | --------------------------------------- | --------- | ------ |
| Jaguars de Jacksonville      | Football américain          | NFL                  | EverBank Stadium (67 814)               | 1995      | 0      |
| Jumbo Shrimp de Jacksonville | Baseball                    | Ligue internationale | 121 Financial Park (11 000)             | 1962      | 7      |
| Icemen de Jacksonville       | Hockey sur glace            | ECHL                 | VyStar Veterans Memorial Arena (13 141) | 1992      | 0      |
| Sharks de Jacksonville       | Football américain en salle | NAL                  | VyStar Veterans Memorial Arena (13 011) | 2009      | 4      |

## Économie

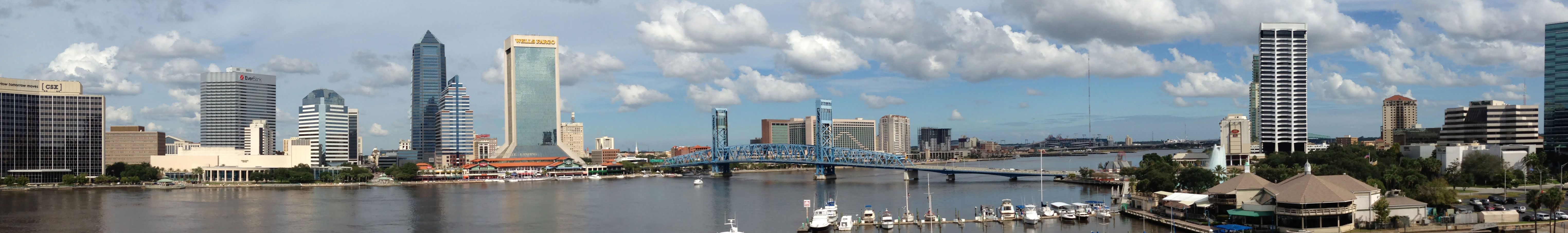
Vue de Jacksonville.

La présence de Jacksonville à l'estuaire de la St. Johns River et de l'océan Atlantique joua un rôle essentiel dans son développement industriel. L'économie de la ville s'est diversifiée dans des domaines tels que la distribution, les services financiers, la santé, les biens de consommation ou encore l'information. On y trouve le siège social de nombreuses multinationales, telles que CSX Corporation et FIS.
Jacksonville est un nœud de transports, à la fois dans l'aérien avec le Craig Municipal Airport (code AITA : CRG) que dans le maritime avec une activité portuaire relativement importante. Le port de Jacksonville se classe au 15e rang des États-Unis pour le trafic de conteneurs en 2009. Si le bois de construction, le phosphate, la pâte à papier (ainsi que le papier fini) et les cigares sont les principaux produits d'export de la ville, les automobiles et le café constituent des exemples d'importations.
Selon le magazine Forbes, Jacksonville est la 10e ville des États-Unis ayant le plus fort développement et la 3e meilleure pour travailler.

## Culture locale et patrimoine

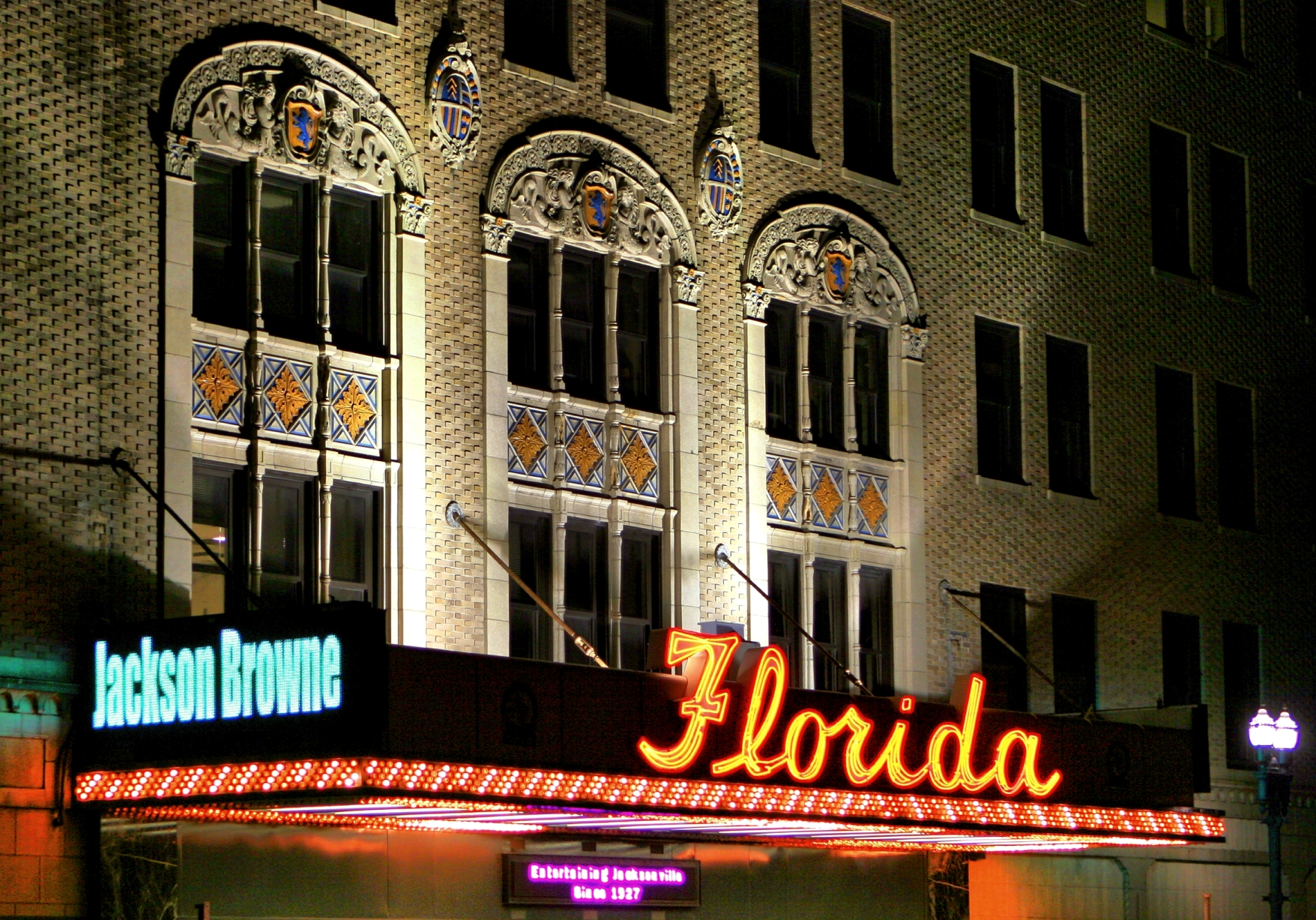
Le Florida Theatre.

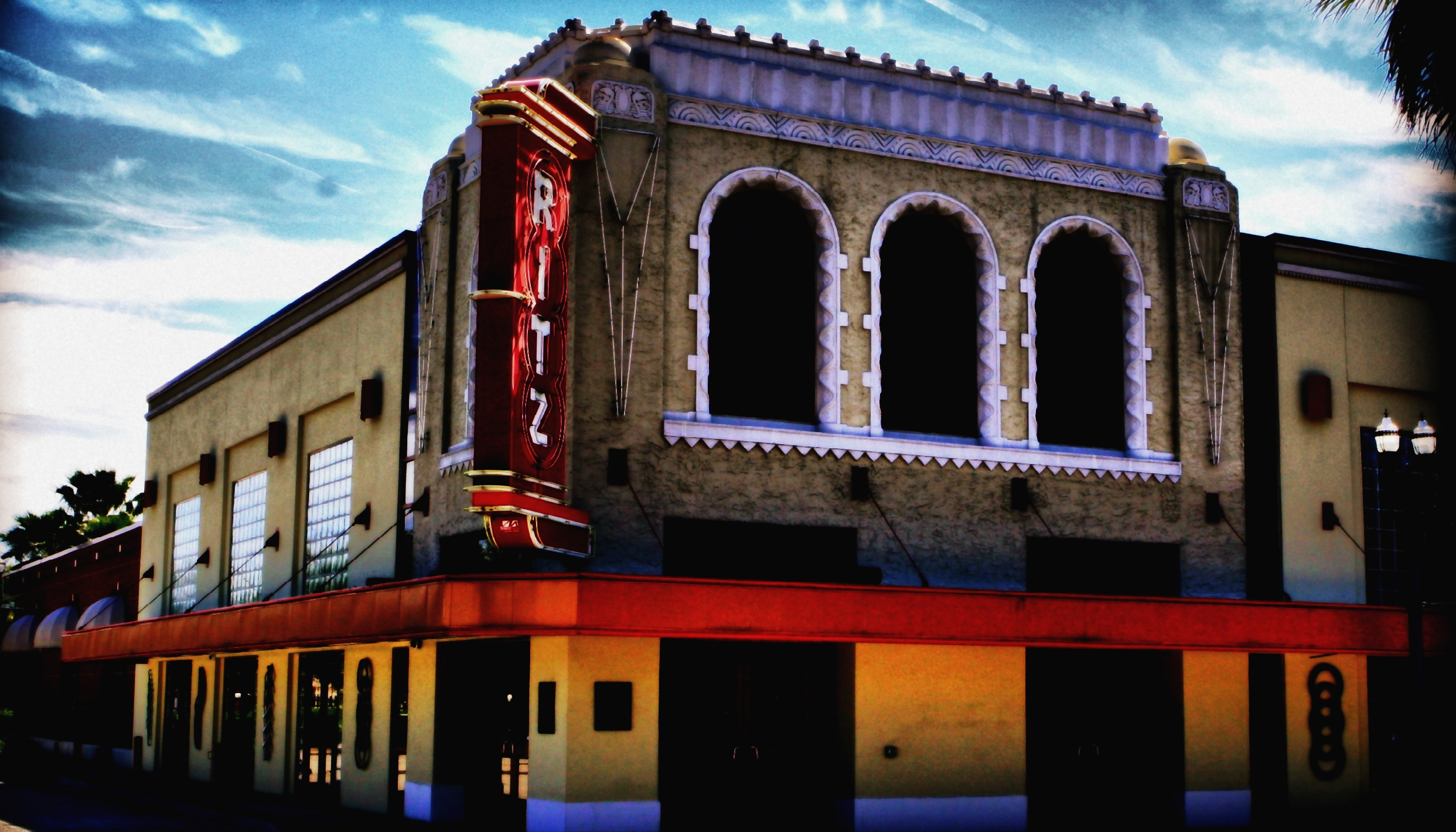
Le Ritz Theatre.

Les quartiers les plus animés de Jacksonville se trouvent directement en bordure du fleuve. Magasins, immeubles de bureaux et bâtiments historiques se concentrent surtout sur la rive nord, la rive sud étant dotée de plusieurs musées et d'une agréable promenade paysagée. Toute la journée, des bateaux-taxis font la navette d'une rive à l'autre.

### Équipements culturels
Jacksonville possède plusieurs édifices des années 1920 : le Theatre Jacksonville fondé en 1919 est toujours en activité ; le Florida Theatre (1927) est l'un des rares cinémas de style Mediterranean Revival encore debout ; le Ritz Theatre (1929), dans le quartier de LaVilla, a rouvert ses portes en 1999 après des travaux de restauration.
Le Times-Union Center for the Performing Arts accueille des spectacles de Broadway, des concerts du Jacksonville Symphony Orchestra. Il fut construit en 1962 comme auditorium municipal et fut rénové en 1996. Le Jacksonville Veterans Memorial Arena, ouvert en 2003, compte 16 000 places et propose des spectacles et des compétitions sportives. Il remplace l’ancien Jacksonville Memorial Coliseum (1960) démoli en 2003. L'Alhambra Dinner Theatre se trouve dans le quartier de Southside près de l'université du Nord de la Floride. La ville possède encore d’autres salles de spectacles plus petites ou indépendantes, comme Players by the Sea à Jacksonville Beach.

### Cinéma et télévision
Au début du XXe siècle, de nombreux réalisateurs de New York sont attirés par le climat de la région et les faibles salaires. Ils installent une trentaine de studios à Jacksonville à laquelle on donne rapidement le surnom de Winter Film Capital of the World. Plusieurs centaines de films muets sont ainsi produits entre 1908 et les années 1920. Mais l’industrie du cinéma est stoppée par la concurrence d’Hollywood à Los Angeles. Il ne reste de cet âge d’or qu’un musée aménagé dans les studios Norman, dans le quartier d’Arlington, le Jacksonville Silent Film Museum.
Depuis, de nombreux films ont été tournés en partie ou totalement à Jacksonville. Les plus connus sont  L'Étrange Créature du lac noir (1954), The New Adventures of Pippi Longstocking (1988), Brenda Starr (1989), À armes égales (1997), L'Associé du diable (1997), Ride (1998), Why Do Fools Fall In Love (1998), Un vent de folie (1999), Tigerland (2000), Sunshine State (2002), Basic (2003), Un crime dans la tête (2004), Cœurs perdus (2006), Monster House (2006), Moving McAllister (2007), The Year of Getting to Know Us (2008).
Parmi les films pour la télévision, on peut citer Intimate Strangers (1986), Tu récolteras la tempête (en) (1988), Roxanne: The Prize Pulitzer (1989), A Girl of the Limberlost (1990), Orpheus Descending (en) (1990), Pointman (1995), Saved by the Light (1995), The Babysitter's Seduction (1996), Sudden Terror: The Hijacking of School Bus #17 (1996), First Time Felon (1997), Gold Coast (1997), Safe Harbor (1999), The Conquest of America (2005), Super Bowl XXXIX (2005), et Recount (2008). Dans un épisode de la série NCIS : Enquêtes spéciales, un suspect se trouve au NAS Jax, bien que la scène n’y soit pas réellement tournée.
Le Jacksonville Film Festival se déroule au mois de mai et présente des films indépendants et des documentaires dans plusieurs endroits de la ville. La World of Nations Celebration est un festival multiculturel qui a lieu en mai depuis 1993 : il accueille chaque année plus de 75 000 visiteurs dont de nombreux élèves qui viennent voir les costumes, écouter de la musique et goûter des plats de tous les continents. Le samedi matin a lieu une cérémonie de naturalisation au cours de laquelle plusieurs personnes deviennent citoyens américains.

### Personnalités liées à la ville
Anna Kingsley, ancienne esclave devenue propriétaire de plantation, illustre par son parcours et par ses biens, une partie significative de l'histoire de la ville. La plantation Kingsley existe toujours mais a été acquise par  le National Park Service, pour être préservée.
Le groupe de nu-métal, Limp Bizkit, fondé en 1994 est originaire de Jacksonville.